# Awak Asadurian
Awak Asadurian – duchowny Apostolskiego Kościoła Ormiańskiego, od 1982 biskup Iraku. Sakrę otrzymał w 1982 roku. Ma godność arcybiskupa.